# Nybytjärnen, Lappland
Nybytjärnen är en sjö i Lycksele kommun i Lappland och ingår i Öreälvens huvudavrinningsområde. Sjön har en area på 0,143 kvadratkilometer och ligger 387 meter över havet.

## Delavrinningsområde
Nybytjärnen ingår i det delavrinningsområde (713839-163566) som SMHI kallar för Mynnar i Vänjaurbäcken. Medelhöjden är 384 meter över havet och ytan är 63,43 kvadratkilometer. Det finns inga avrinningsområden uppströms utan avrinningsområdet är högsta punkten. Sörbäcken som avvattnar avrinningsområdet har biflödesordning 3, vilket innebär att vattnet flödar genom totalt 3 vattendrag innan det når havet efter 149 kilometer. Avrinningsområdet består mestadels av skog (85 procent). Avrinningsområdet har 0,18 kvadratkilometer vattenytor vilket ger det en sjöprocent på 0,3 procent.